# Kira von Preußen

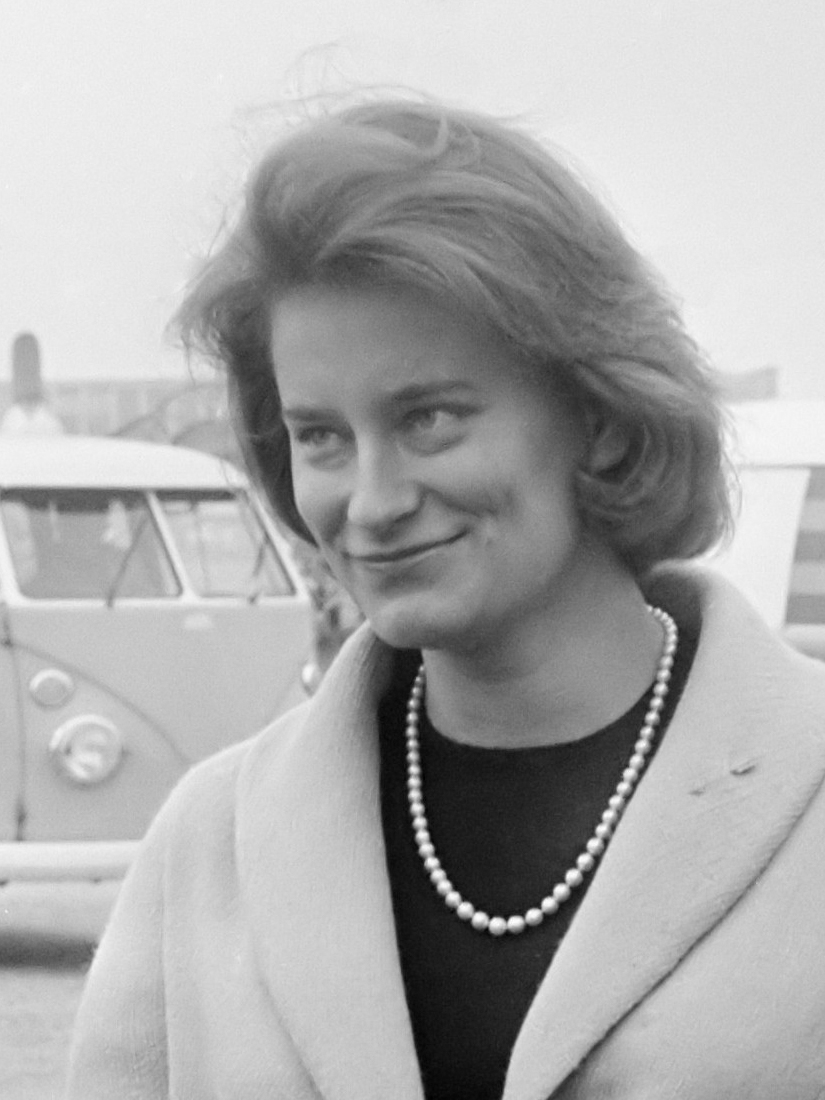
Kira von Preußen (1966)

Kira Auguste Viktoria Friederike Prinzessin von Preußen (* 27. Juni 1943 in Cadinen; † 10. Januar 2004 in Berlin) war die zweitälteste Tochter von Louis Ferdinand von Preußen (1907–1994) und dessen Gemahlin, der früheren russischen Großfürstin Kira Romanowa (1909–1967).

## Leben
Kira von Preußen absolvierte ein Fremdsprachenstudium und engagierte sich in verschiedenen Stiftungen – vor allem der von ihren Eltern gegründeten und nach ihrer Mutter benannten Prinzessin Kira von Preußen Stiftung – sowie in der „Russlandhilfe“ unter der Schirmherrschaft von Helmut Kohl und Michail Gorbatschow Anfang der 1990er Jahre.
Sie interessierte sich neben Sprachen besonders für Musik. Von ihrem Vater übernahm sie nach seinem Tod dessen Sitz im Kuratorium der Musikfestspiele Kissinger Sommer in Bad Kissingen.
Von 1973 bis zu ihrer Scheidung 1984 war sie mit dem Amerikaner Thomas Frank Liepsner verheiratet. Aus der Ehe ging eine Tochter, die 1977 geborene Kira Marina, hervor.
Noch in ihrem letzten Lebensjahr gründete sie die Kira Prinzessin von Preußen Musik- und Kulturstiftung. Bereits vorher hatte sie sich um Nachwuchskünstler aus Russland gekümmert, ihnen Engagements und Auftrittsmöglichkeiten besorgt und ihre Familien unterstützt. Sie war Schirmherrin des Berliner Projektes Kinder gegen Gewalt an Kindern.
Kira von Preußen beherrschte neben Deutsch auch Englisch, Spanisch, Französisch, Italienisch und Russisch. Sie starb nach längerer Krankheit. Die Begräbnisurnen mit den sterblichen Überresten Kira von Preußens, ihrer Schwester Xenia (1949–1992) und ihrer Eltern sind in der russisch-orthodoxen Auferstehungskapelle der Burg Hohenzollern beigesetzt. Die Trauerfeier fand in der Kaiser-Wilhelm-Gedächtniskirche in Berlin statt.